# Pozo Junco
Pozo Junco és un paratge natural municipal del municipi de el Toro (Alt Palància). Declarat per acord de la Generalitat Valenciana el 5 de novembre de 2004.

## Orografia
El paratge se situa en un altiplà, el Pla de Barraques, en mig de les estibacions de la serra de Javalambre, concretament a la Serra del Toro a 1.558 m. Es troba a uns 8 km del nucli urbà, en les proximitats de les localitats terolenques d'Abejuela i Manzanera.

## Flora
Cal destacar que la savina muntanyenca, formació que predomina en el paratge, està inclosa en els boscos mediterranis endèmics de ginebres i savines. És per aquest motiu que se’l considera un ecosistema d'elevat interès al País Valencià. També hi destaquen els denominats boscos horitzontals, formacions prostrades i pulvinulars, i la notable presència en la zona de ginebres, alguns peus aïllats de Pinus nigra i de savina turífera. A més, també disposa de diverses espècies pròpies de l'alta muntanya, i un bon nombre d'endemismes a les zones de muntanya més elevades del centre i est de la península Ibèrica.

## Fauna
Entre la fauna d'aquesta zona destaca la presència d'espècies vulnerables segons el Catàleg valencià d'espècies amenaçades, com l'àguila cuabarrada o de panxa blanca.

## Paisatge
Un altre punt de gran interès és el paisatge, caracteritzat per una elevada naturalitat i pel domini de la savina de muntanya; tot això conforma un paisatge on es permeten llargues visuals a l'horitzó de l'altiplà. D'aquesta manera es ressalten els paisatges llunyans i les construccions amb interès paisatgístic, com ara els corrals de ramat, i d'interès històric, amb la presència d'un pou de neu conegut com a Nevera Alta. També és significativa la potencialitat d'aquest enclavament per a la pràctica del senderisme.